# Tourcoing
Tourcoing är en kommun i departementet Nord i regionen Hauts-de-France i norra Frankrike. Kommunen är chef-lieu över 3 kantoner som tillhör arrondissementet Lille. År 2022 hade Tourcoing 99 160 invånare.

## Befolkningsutveckling
Antalet invånare i kommunen Tourcoing
| Referens: INSEE |